# Phyllachora panamensis
Phyllachora panamensis är en svampart som beskrevs av F. Stevens 1927. Phyllachora panamensis ingår i släktet Phyllachora och familjen Phyllachoraceae.   Inga underarter finns listade i Catalogue of Life.